# Луна-де-Жос
Луна-де-Жос (рум. Luna de Jos) — село у повіті Клуж в Румунії. Входить до складу комуни Дебика.
Село розташоване на відстані 331 км на північний захід від Бухареста, 21 км на північний схід від Клуж-Напоки.

## Населення
За даними перепису населення 2002 року у селі проживали 799 осіб.
Національний склад населення села:
| Національність | Кількість осіб | Відсоток |
| -------------- | -------------- | -------- |
| румуни         | 602            | 75,3%    |
| угорці         | 115            | 14,4%    |
| цигани         | 80             | 10,0%    |

Рідною мовою назвали:
| Мова      | Кількість осіб | Відсоток |
| --------- | -------------- | -------- |
| румунська | 667            | 83,5%    |
| угорська  | 107            | 13,4%    |
| циганська | 22             | 2,8%     |